# Boulevard De La Vérendrye
Le boulevard De La Vérendrye est une artère des arrondissements LaSalle et du Sud-Ouest dans le sud-ouest de l'Île de Montréal.

## Situation et accès
Ce boulevard de trois voies de circulation par direction est long de 6,5 kilomètres et est la continuité de la rue Airlie à partir de la 75e avenue à LaSalle. À l'est de la rue Ducas, il longe le parc Angrignon jusqu'au boulevard des Trinitaires dans le quartier Ville-Émard jusqu'à la Rue Saint-Patrick, voisin de l'autoroute 15. Il longe le canal de l'Aqueduc sur toute sa longueur. Comme sur d'autres rues à Montreal, la limite de vitesse a été réduite de 70 km/h à 50 km/h entre 2009 et 2011,.

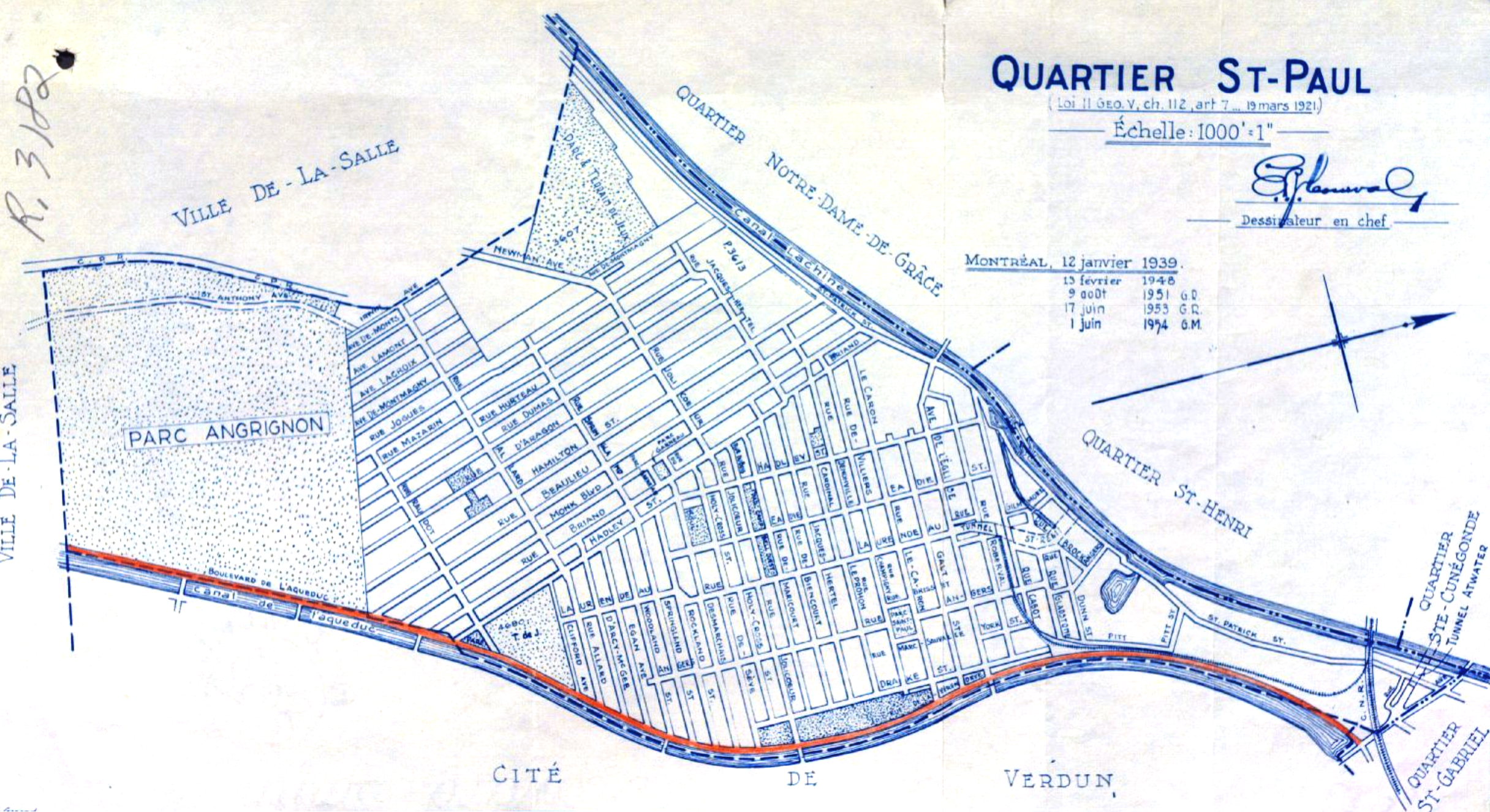
La ligne courbe au bas de la carte
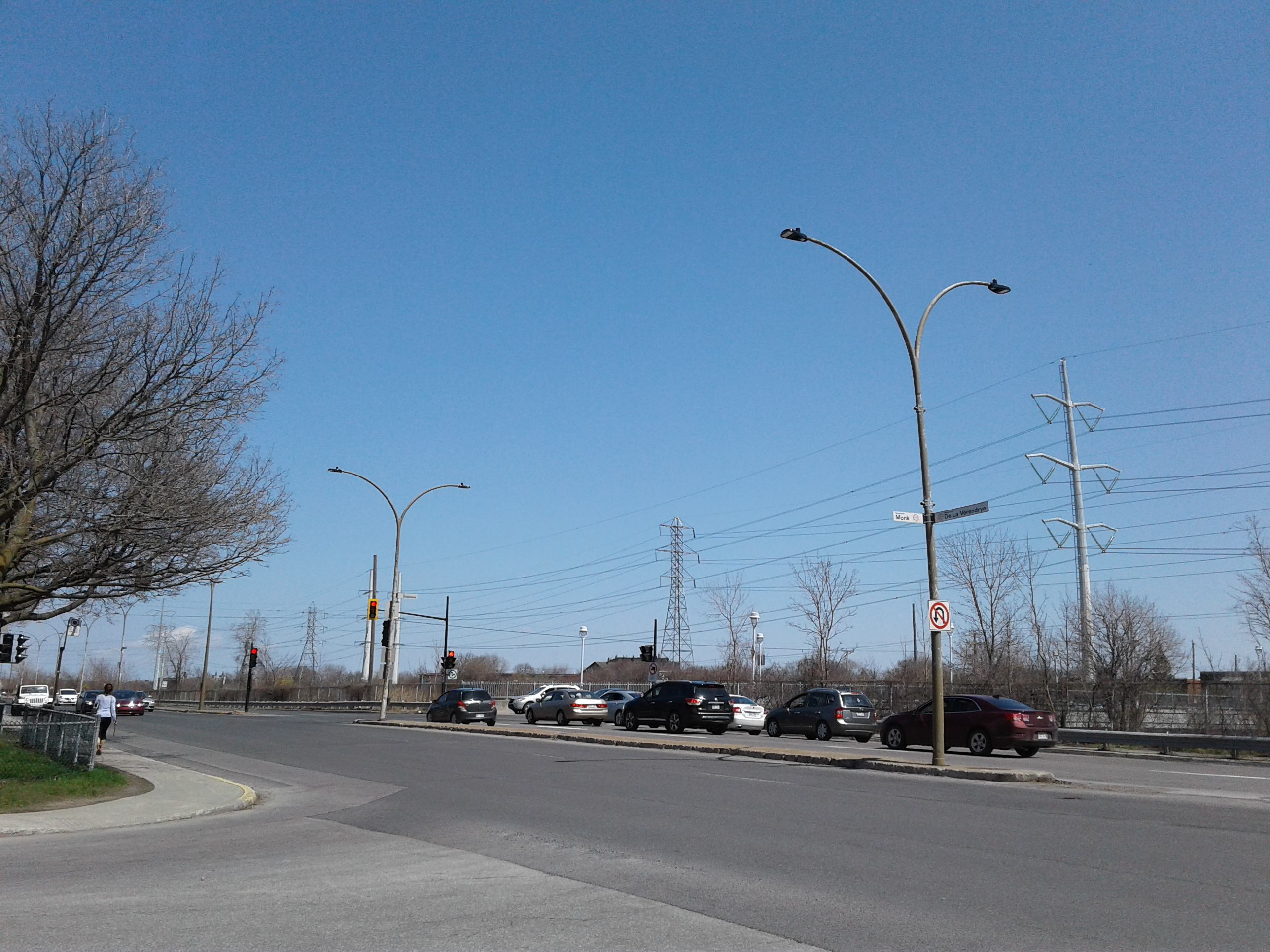
À l'est du boulevard Monk

## Origine du nom
Le boulevard de La Vérendrye est nommé en l'honneur de l'explorateur Pierre Gaultier de Varennes et de La Vérendrye (1685-1749) et de ses fils aussi explorateurs Jean-Baptiste, Pierre Jr., François et Louis-Joseph.